# 카스트로 공작 라니에리 왕자

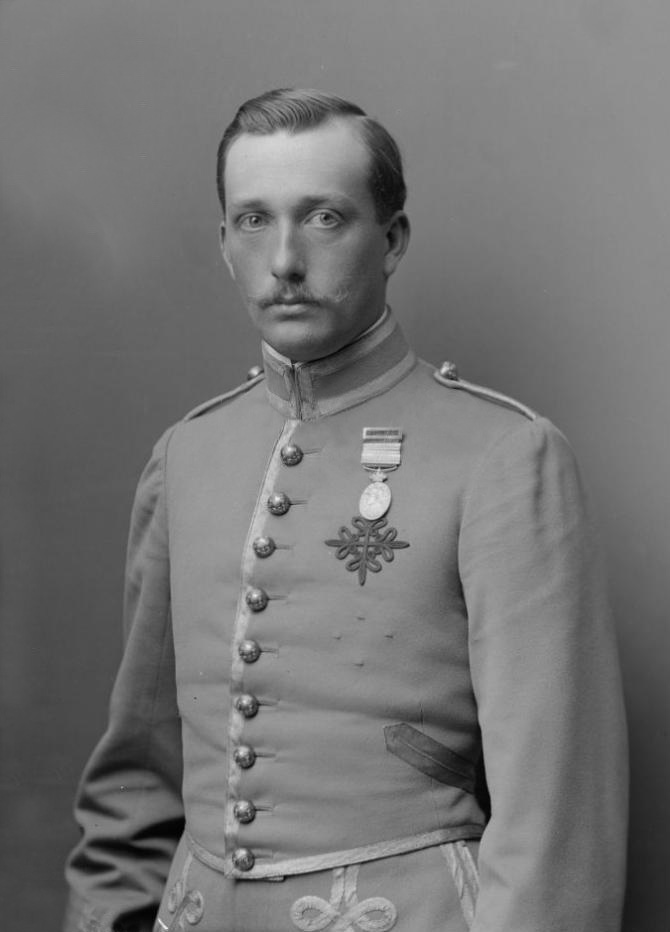
카스트로 공작 라니에리

카스트로 공작 라니에리 왕자(Prince Ranieri, Duke of Castro, 1883년 12월 3일 ~ 1973년 1월 13일)는 보르보네두에시칠리에가의 수장 자리를 차지한 주장자였다.